# Turgut Yüksel

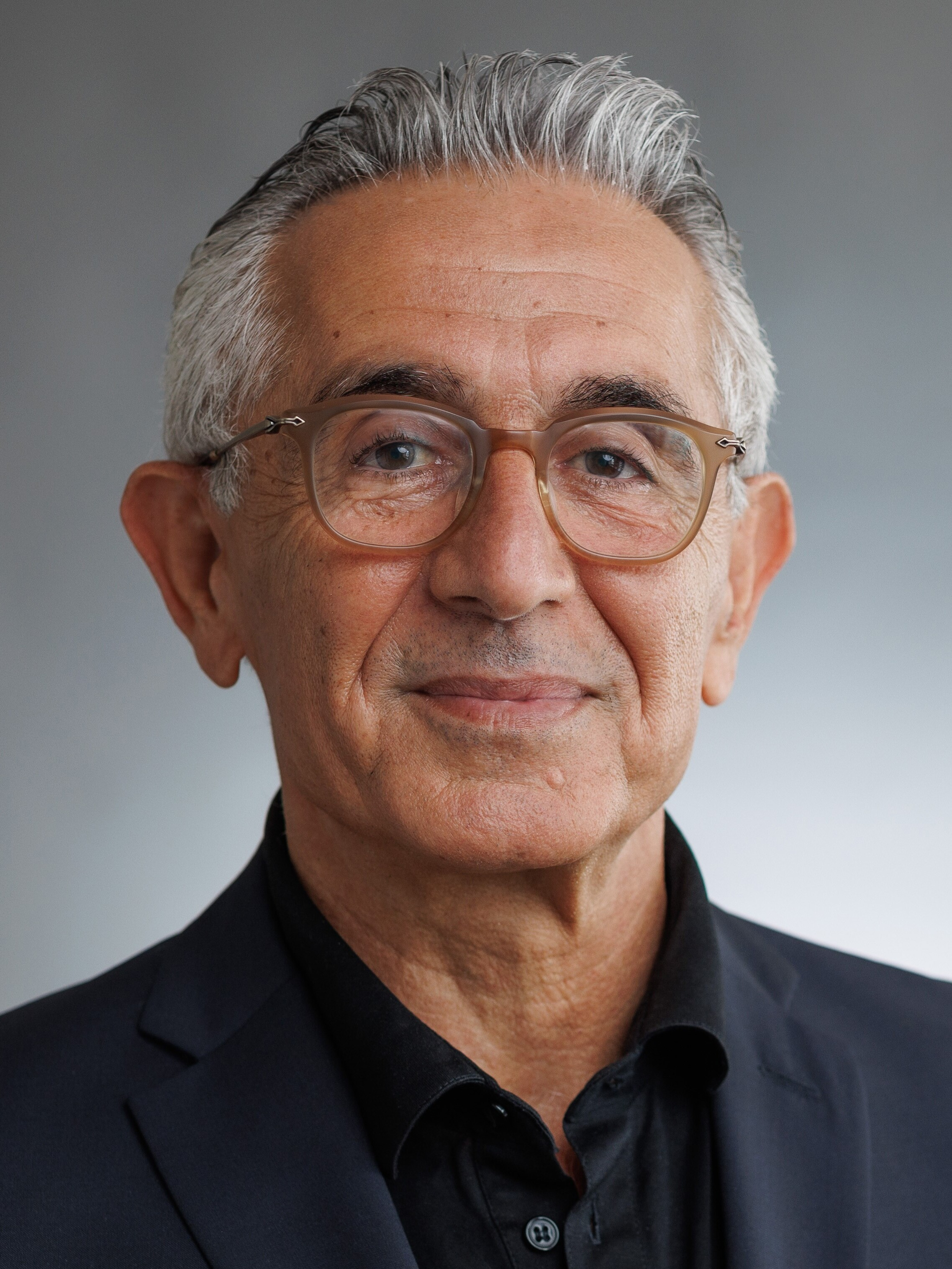
Turgut Yüksel (2022)

Turgut Yüksel (* 2. September 1956 in Pülümür) ist ein deutscher Politiker (SPD) türkisch-alevitischer Herkunft. Er ist Mitglied des Hessischen Landtages.

## Leben
Aufgrund seiner oppositionellen Aktivitäten verließ Turgut Yüksel die Türkei und lebt seit 1978 in Deutschland. Er ist seit 1996 auch deutscher Staatsbürger.
Yüksel studierte Soziologie und Volkswirtschaftslehre an der Goethe-Universität in Frankfurt am Main und schloss das Studium 1988 als Diplomsoziologe ab.
Er ist Vater zweier Söhne.

## Politik
1980 führte Yüksel einen 46-tägigen Hungerstreik durch, um seinen Protest gegen den damaligen Militärputsch in der Türkei, auszudrücken.
Yüksel ist seit 1981 Mitglied der SPD. Zwischen 1992 und 1996 war er gewähltes Mitglied der Kommunalen Ausländervertretung in Frankfurt am Main. Von 1997 bis 2014 war er Mitglied der Stadtverordnetenversammlung der Stadt Frankfurt am Main und war dort migrations- und integrationspolitischer Sprecher der SPD-Fraktion.
Von 2009 bis 2019 war Turgut Yüksel Vorsitzender der Arbeitsgemeinschaft „Migration und Vielfalt“ der SPD Hessen-Süd und ist seit 2009 Mitglied im Vorstand der SPD Hessen-Süd. Außerdem war Turgut Yüksel von 1989 bis 1997 Mitglied im Vorstand der SPD Frankfurt am Main und hat diese Position seit 2015 wieder inne.
Bei der Landtagswahl im Januar 2008 wurde er über die Landesliste in den Hessischen Landtag gewählt. Nach der vorgezogenen Landtagswahl in Hessen 2009 schied er aus dem Landtag aus.
Von 2009 bis 2013 war er Mitglied der Deutschen Islamkonferenz (DIK).
Bei der Landtagswahl in Hessen 2013 trat er im Wahlkreis Frankfurt am Main III an. Hier unterlag er gegen Ralf-Norbert Bartelt. Ihm gelang jedoch der Wiedereinzug in den Landtag über einen Listenplatz der Partei.
Yüksel Mitglied war Mitglied der 16. Bundesversammlung, welche 2017 Frank-Walter Steinmeier zum zwölften Bundespräsidenten wählte.
Bei der Landtagswahl in Hessen 2018 kandidierte Yüksel erneut für den Wahlkreis Frankfurt am Main III. Trotz der Verluste der SPD gelang ihm erneut der Einzug in den Landtag. Aktuell ist Turgut Yüksel Mitglied des Kulturpolitischen Ausschusses, des Sozial- und Integrationspolitischen Ausschuss und Obmann seiner Fraktion im Unterausschuss für Heimatvertriebene, Aussiedler, Flüchtlinge und Wiedergutmachung im Hessischen Landtag.
Bei der Landtagswahl 2023 zog Yüksel erneut über die Liste in den Landtag ein.
Yüksel ist aktiv gegen die Gülen-Bewegung und kritisierte seinen Parteikollegen, den Frankfurter Oberbürgermeister Peter Feldmann, 2015 wegen dessen Übernahme der Schirmherrschaft einer von der Bewegung organisierten Veranstaltung. Nach Yüksels Meinung will die Gülen-Bewegung Gott über Staat und Gesellschaft stellen und versuche durch derartige Veranstaltungen, „salonfähig“ zu werden.
Turgut Yüksel war zusammen mit Mürvet Öztürk Sprecher der „Nein Initiative Hessen“, welche sich gegen das Verfassungsreferendum in der Türkei einsetzte und u. a. mit Hausbesuchen in Frankfurt über dessen Folgen für Demokratie und Menschenrechte aufklärte. Gemeinsam mit zwei weiteren türkischstämmigen hessischen Landtagsabgeordneten forderte Yüksel 2019 die türkische Regierung und den türkischen Präsidenten Recep Tayyip Erdoğan dazu auf, die Missachtung demokratischer und rechtsstaatlicher Prinzipien einzustellen.
Als Reaktion auf die rechtsextremistisch-motivierte Ermordung des Kasseler Regierungspräsidenten Walter Lübcke initiierte Yüksel eine Unterschriftensammlung, die den Bundesinnenminister dazu aufforderte, alle neonazistischen bzw. faschistischen Bünde und Organisationen, wie beispielsweise Combat 18, zu verbieten.
Nach dem rassistischen Anschlag in Hanau besuchte Yüksel gemeinsam mit dem Landtagsabgeordneten Taylan Burcu die Familien der Opfer. Turgut Yüksel kritisierte in diesem Zusammenhang den hessischen Innenminister Peter Beuth. Dieser kläre nicht konsequent und transparent auf, sondern verfolge eine „Salami-Taktik“, bei der die Angehörigen der Opfer in vielen Fragen im Unklaren blieben, so Yüksel. Er ist ordentliches Mitglied des Untersuchungsausschusses „Hanau“ im Hessischen Landtag.
Mit Blick auf eine Vielzahl rassistischer Vorfälle forderte Turgut Yüksel in einer Landtagsrede die Einführung eines Antidiskriminierungsgesetzes für Hessen und mehr gesamtgesellschaftliche Solidarität gegenüber den Betroffenen von Rassismus und Diskriminierung.
Das landeseigene Wohnungsunternehmen Nassauische Heimstätte erhöhte Anfang 2021 die Mieten für ca. 400 Menschen in der Frankfurter Nordweststadt. Yüksel forderte die hessische Landesregierung daraufhin auf, die Mieterhöhungen zurückzunehmen. Mieterhöhungen seien mitten in der Corona-Pandemie „völlig falsch“ und „verantwortungslos“.
In seiner Funktion als Integrationspolitischer Sprecher der SPD-Landtagsfraktion setzt sich Turgut Yüksel für die Stärkung des herkunftssprachlichen Fremdsprachenunterrichts an hessischen Schulen ein. Die Landesregierung handele an der Lebensrealität der hessischen Bürger vorbei. Es sei, so Yüksel, vielmehr „eine Frage der Chancengleichheit und des Abbaus von Diskriminierung, in der Bevölkerung häufig gesprochene Herkunftssprachen aufzuwerten“.
Als Mitglied des Kulturpolitischen Ausschusses im hessischen Landtag forderte Turgut Yüksel, dass jeder hessische Schüler mindestens einmal in seiner Schulzeit an einen „pädagogisch gut vorbereiteten“ Besuch in einer KZ-Gedenkstätten teilnimmt. In Zeiten des Erstarkens organisierter rechter Gruppen, die gerade bei Schülern für ihre „kruden“ Ideen werben würden, sei dies sehr wichtig, so Yüksel.

## Mitgliedschaften (Auswahl)
- Beirat der Bildungsstätte Anne Frank e. V.
- Stiftungsrat des Fritz-Bauer-Instituts
- Beirat des Projekts MOND - „Migrant*innenorganisationen Netzwerk für Demokratie“ des Vereins für Kultur und Bildung e. V.
- Attac[19][20]